# Olympische Sommerspiele 1988/Rudern – Zweier ohne Steuerfrau
Der Ruderwettbewerb im Zweier ohne Steuerfrau der Frauen bei den Olympischen Spielen 1988 in Seoul wurde vom 19. bis zum 24. September 1988 auf der Misari Regatta Strecke in Hanam ausgetragen. 20 Athletinnen in 10 Booten traten an.
Der Wettbewerb, der über die olympische Ruderdistanz von 2000 Metern ausgetragen wurde, begann mit zwei Vorläufen mit jeweils fünf Mannschaften. Die jeweils erstplatzierten Boote der Vorläufe qualifizierten sich für das A-Finale, während die verbliebenen acht Boote in den Hoffnungslauf gingen. Im Hoffnungslauf qualifizierten sich die erst- und zweitplatzierten Boote ebenfalls für das A-Finale, während die dritt- und viertplatzierten Boote in das B-Finale gingen.
Im A-Finale am 24. September 1988 kämpften die besten sechs Boote um olympische Medaillen.
Die jeweils qualifizierten Ruderinnen sind hellgrün unterlegt.
Die rumänischen Olympiasiegerinnen von 1984, Rodica Arba und Elena Horvat, gewannen auch bei den Weltmeisterschaften 1985. Anschließend bekam Arba mit Olga Homeghi eine neue Partnerin, die 1984 Olympiasiegerin im Vierer mit Steuerfrau war. Die beiden konnten anschließend die Weltmeisterschaften 1986 und 1987 gewinnen. Weil sie die Weltmeisterschaften auch immer sehr souverän gewannen, waren sie die absoluten Favoritinnen auf die Goldmedaille.
Kerstin Spittler und Katrin Schröder konnten den ersten Vorlauf für die DDR gewinnen, drei Sekunden vor dem Boot aus Neuseeland. Den zweiten Vorlauf gewannen dann die beiden Rumäninnen vor den Bulgarinnen, dabei waren sie 17 Sekunden schneller als das Boot der DDR im ersten Lauf. Die Olympischen Spiele 1988 waren die ersten Spiele, bei denen die Wettbewerbe der Frauen über 2000 Meter ausgetragen wurden. Deshalb wurde in beiden Vorläufen eine neue olympische Bestzeit gefahren. In den beiden Hoffnungsläufen konnten dann die Boote aus Neuseeland und Bulgarien souverän gewinnen. Im Finale setzten sich die beiden Rumäninnen direkt auf den ersten 500 Metern mehr als drei Sekunden von allen anderen Booten ab und konnten diesen Vorsprung in der Folge bis ins Ziel verteidigen und erwartungsgemäß die Goldmedaille gewinnen. Dabei verbesserten sie ihren eigenen olympischen Rekord aus dem Vorlauf um 14 Sekunden auf 7:28,13 Minuten. Dahinter kämpften die Boote aus Bulgarien, Neuseeland und der DDR um die anderen beiden Medaillen. In diesem Dreikampf konnten sich die Bulgarinnen auf den zweiten 500 Metern entscheidend lösen und die Silbermedaille gewinnen. Auf den dritten 500 Metern entschied Neuseeland dann das Duell gegen die DDR für sich und konnte damit die Bronzemedaille gewinnen.

## Titelträger
| Olympiasiegerinnen | Rumänien Besatzung: Rodica Arba, Elena Horvat | Los Angeles 1984 |
| Weltmeisterinnen   | Rumänien Besatzung: Rodica Arba, Olga Homeghi | Kopenhagen 1987  |

## Vorläufe
Montag, 19. September 1988
- Qualifikationsnormen: Platz 1 -> Finale A, ab Platz 2 -> Hoffnungslauf

### Vorlauf 1
| Platz | Nation             | Athletinnen                       | Zeit (min) | Qualifikation |
| ----- | ------------------ | --------------------------------- | ---------- | ------------- |
| 1     | DDR                | Kerstin Spittler, Katrin Schröder | 7:59,10 OR | Finale A      |
| 2     | Neuseeland         | Nicola Payne, Lynley Hannen       | 8:02,39    | Hoffnungslauf |
| 3     | Vereinigte Staaten | Barbara Kirch, Mara Keggi         | 8:16,85    | Hoffnungslauf |
| 4     | Sowjetunion        | Marina Smorodina, Sarmīte Stone   | 8:23,68    | Hoffnungslauf |
| 5     | Südkorea           | Gong Jeong-bae, Lee Byeong-in     | 8:34,90    | Hoffnungslauf |

### Vorlauf 2
| Platz | Nation         | Athletinnen                       | Zeit (min) | Qualifikation |
| ----- | -------------- | --------------------------------- | ---------- | ------------- |
| 1     | Rumänien       | Rodica Arba, Olga Homeghi         | 7:42,53 OR | Finale A      |
| 2     | Bulgarien      | Radka Stojanowa, Lalka Berberowa  | 7:48,68    | Hoffnungslauf |
| 3     | Kanada         | Kirsten Barnes, Sarah Ann Ogilvie | 8:09,51    | Hoffnungslauf |
| 4     | Großbritannien | Alison Bonner, Kim Thomas         | 8:14,52    | Hoffnungslauf |
| 5     | BR Deutschland | Bettina Kämpf, Cordula Keller     | 8:19,76    | Hoffnungslauf |

## Hoffnungsläufe
Mittwoch, 21. September 1988
- Qualifikationsnormen: Platz 1-2 -> Finale A, ab Platz 3 -> Finale B

### Hoffnungslauf 1
| Platz | Nation         | Athletinnen                       | Zeit (min) | Qualifikation |
| ----- | -------------- | --------------------------------- | ---------- | ------------- |
| 1     | Neuseeland     | Nicola Payne, Lynley Hannen       | 7:59,93    | Finale A      |
| 2     | Sowjetunion    | Marina Smorodina, Sarmīte Stone   | 8:07,67    | Finale A      |
| 3     | Kanada         | Kirsten Barnes, Sarah Ann Ogilvie | 8:11,49    | Finale B      |
| 4     | BR Deutschland | Bettina Kämpf, Cordula Keller     | 8:20,13    | Finale B      |

### Hoffnungslauf 2
| Platz | Nation             | Athletinnen                      | Zeit (min) | Qualifikation |
| ----- | ------------------ | -------------------------------- | ---------- | ------------- |
| 1     | Bulgarien          | Radka Stojanowa, Lalka Berberowa | 7:50,94    | Finale A      |
| 2     | Vereinigte Staaten | Barbara Kirch, Mara Keggi        | 8:05,55    | Finale A      |
| 3     | Großbritannien     | Alison Bonner, Kim Thomas        | 8:13,13    | Finale B      |
| 4     | Südkorea           | Gong Jeong-bae, Lee Byeong-in    | 8:18,62    | Finale B      |

## Finale

### A-Finale
Samstag, 24. September 1988, 1:30 Uhr MESZ

Anmerkung: zur Ermittlung der Plätze 1 bis 6
| Platz | Nation             | Athletinnen                       | Zeit (min) |
| ----- | ------------------ | --------------------------------- | ---------- |
| 1     | Rumänien           | Rodica Arba, Olga Homeghi         | 7:28,13 OR |
| 2     | Bulgarien          | Radka Stojanowa, Lalka Berberowa  | 7:31,95    |
| 3     | Neuseeland         | Nicola Payne, Lynley Hannen       | 7:35,68    |
| 4     | DDR                | Kerstin Spittler, Katrin Schröder | 7:40,47    |
| 5     | Sowjetunion        | Marina Smorodina, Sarmīte Stone   | 7:53,19    |
| 6     | Vereinigte Staaten | Barbara Kirch, Mara Keggi         | 7:56,27    |

### B-Finale
Freitag, 23. September 1988, 0:25 Uhr MESZ

Anmerkung: zur Ermittlung der Plätze 7 bis 10
| Platz | Nation         | Athletinnen                       | Zeit (min) |
| ----- | -------------- | --------------------------------- | ---------- |
| 7     | Kanada         | Kirsten Barnes, Sarah Ann Ogilvie | 8:09,10    |
| 8     | Großbritannien | Alison Bonner, Kim Thomas         | 8:15,20    |
| 9     | BR Deutschland | Bettina Kämpf, Cordula Keller     | 8:22,08    |
| 10    | Südkorea       | Gong Jeong-bae, Lee Byeong-in     | 8:25,14    |